# Karabin maszynowy Fiat-Revelli Mod. 1914
Fiat-Revelli M1914 – włoski chłodzony wodą ciężki karabin maszynowy produkowany w latach 1914–1918.

## Historia konstrukcji i budowa broni
W 1910 r. Bethelo A. Revelli skonstruował ciężki karabin maszynowy będący udoskonaloną wersją cekaemu Perino M1906. W 1914 roku został on przyjęty do uzbrojenia armii włoskiej jako Mitragliatrice M1914 (karabin maszynowy wz.1914). W tym samym roku rozpoczęto seryjną produkcję tej broni w zakładach Fiata.
Ckm M1914 był pierwszym produkowanym masowo karabinem maszynowym (wcześniej karabiny maszynowe były produkowane w krótkich seriach). Według planów miał się stać standardową bronią tej klasy armii włoskiej.
Doświadczenia wojenne dowiodły, że karabin maszynowy M1914 nie był konstrukcją udaną. Wybrana zasada działania automatyki (odrzut zamka półswobodnego) wymuszała oliwienie każdego naboju przed wprowadzeniem go do komory nabojowej. Nadmiar oleju ściekający z naboi zanieczyszczał wnętrze komory zamkowej. W niskiej temperaturze olej gęstniał i blokował mechanizmy, w wysokiej mieszał się z pyłem, a utworzona w ten sposób mieszanina działająca jak pasta ścierna niszczyła mechanizmy broni.
Jeszcze większe problemy powodował wybrany sposób zasilania broni. Ckm M1914 miał stały magazynek ładowany 10 ładownikami z karabinu Carcano M91 (łącznie 50 naboi). Po wystrzeleniu naboi z ładownika był on usuwany z broni, a na jego miejsce przesuwał się następny. W teorii taki system zasilania miał duże zalety. Obsługa karabinu maszynowego dysponowała amunicją taką samą jak zwykli żołnierze, a ładowniczy mógł na bieżąco wkładać nowe ładowniki do magazynka dzięki czemu unikano przerw na przeładowywanie broni. W praktyce skomplikowany magazynek był przyczyną częstych zacięć.
Pomimo że pierwsza wojna światowa wykazała, że M1914 jest bronią zawodną był on używany przez armię włoską do końca drugiej wojny światowej. Stał się też podstawą do opracowania  ckm-u M1935.
Dla lotnictwa jako broń pokładowa opracowano wersję chłodzoną powietrzem Fiat Mod. 14 Tipo Aviazione. Stosowano ją także w wariancie potrójnie sprzężonym do obrony przeciwlotniczej lotnisk. Wersja lotnicza zasilana była z magazynków o pojemności 100 nabojów.